# Gwiazda Dzielności
Gwiazda Dzielności (ang. Star of Gallantry, skr. SG) – australijskie wojskowe odznaczenie ustanowione w Australii 15 stycznia 1991.
Przyznawane jest za akty niezwykłego heroizmu podczas akcji w warunkach wielkiego niebezpieczeństwa („recognises acts of outstanding heroism in action in circumstances of great peril”); może być nadane pośmiertnie.
Na liście czysto-australijskich odznaczeń wojskowych jest drugie w kolejności po Krzyżu Wiktorii dla Australii (VC), a przed Medalem za Dzielność (MG) i Pochwałą za Dzielność.
W australijskiej kolejności starszeństwa odznaczeń zajmuje miejsce bezpośrednio po brytyjskim Komandorze Orderu Imperium Brytyjskiego – cywilny (nadanym do 5 października 1992), a przed australijskim Gwiazda Odwagi. Jeśli gwiazda została przyznany po ww. dacie, to zajmuje miejsce po australijskim Oficerze Orderu Australii.
Osoby odznaczone tym medalem mają prawo umieszczać po swoim nazwisku litery „SG”.